# Thomas Morley
Pour les articles homonymes, voir Morley.
Thomas Morley (v. 1557 à Norwich - octobre 1602 à Londres) est un organiste, compositeur et théoricien anglais de la Renaissance.

## Biographie
Fils d'un brasseur, il reçoit son éducation musicale à la cathédrale de Norwich (Est-Anglie), dont il devient maître du chœur en 1583. Diplômé d'Oxford (licencié) en 1588, il est également l'élève du grand compositeur élisabethain William Byrd, qui compléta sa formation musicale. En 1589, il accepte le poste d'organiste de la cathédrale Saint-Paul de Londres. À partir de 1593, à la suite de Byrd, il devient gentleman de la Chapelle Royale.
Morley diffusa en Angleterre le madrigal italien. Son ballet Now is the Month of Maying, inspiré d'une canzonetta d'Orazio Vecchi, montre clairement l'influence du compositeur italien Giovanni Giacomo Gastoldi. 
Il explique aussi sa conception de la musique dans un traité, A Plaine and Easie Introduction to Practicall Musicke, dédié à Byrd, qui paraît en 1597.
Pendant sa fructueuse carrière, il écrit plusieurs fantaisies pour le virginal ou le clavecin, ainsi que des canzones et des pièces de ballet et instrumentales. Dans ses pièces vocales profanes, Morley met de préférence en musique certains des Sonnets de Shakespeare.
Son madrigal le plus connu, et l'un de ses plus courts, demeure April is in my mistress' face (en), publié en 1594. Le recueil The Triumphs of Oriana (1601) contient deux madrigaux plus étendus : Arise, awake et Hard by a Crystal Fountain. 

## Œuvres

### Musique sacrée

#### Motets, antiennes, hymnes
- Agnus Dei
- The First Service
- How Long Wilt Thou Forget Me?
- De profundis clamai
- Domine, dominus noster
- Domine fac mecum
- Domine, non est exultarem cor meum
- Eheu sustulerunt domine
- Haec dies, motet dont la musique est reprise pour le madrigal O fly not, love, laissé à l'état de manuscrit
- Laboravi in gemitu
- The man is blest
- Nolo mortem peccatoris
- O amica mea
- Out of the deep

#### Musique de funérailles
- The Burial Service (7 pièces)
- I am the resurrection and the life
- I heard a voice from heaven
- Man that is born of a woman
- Thou knowest, Lord, the secrets of our hearts

### Musique profane

#### Canzonets à 3 voix
- Recueil, publié en 1593, contenant les pièces suivantes :
- Arise, get up my dear
- Blow, Shepherds, blow
- Cease mine eyes
- Cruel, you pull away too soon
- Deep lamenting
- Do you not know?
- Farewell disdainful
- Good morrow, fair ladies of the May
- Hold out my heart
- Joy, joy doth so arise
- Lady, if I through grief
- Lady, those eyes
- Now must I die recureless
- O fly not, O take some pity
- Say dear, will you not have me?
- See, mine own sweet jewel
- Thirsis, let pity move thee
- What ails my darling
- Where art thou wanton?
- Whither away so fast

- Pièces ajoutées dans l'édition augmentée de 1606 :
- Love learns by laughing
- Spring-time mantleth every bough
- This Love is but a wanton fit
- Though Philomela lost her love

- Pièce ajoutée dans les éditions modernes du recueil :
- O sleep, fond fancy

#### Madrigaux à 4 voix
- Recueil, publié en 1594, contenant les pièces suivantes :
- April is in my mistress' face
- Besides a fountain
- Clorinda false
- Come, lovers, follow me
- Die now, my heart
- The fields abroad (seconde partie du madrigal Now is the gentle season)
- Hark, jolly shepherds
- Help I fall
- Ho! who comes here?
- I will no more come to thee
- In dew of roses
- In ev'ry place
- Lady, why grieve you still me
- Now is the gentle season
- O no, thou dost but flout me
- O sweet, alas, what say you? (seconde partie du madrigal Sport we my lovely treasure)
- On a fair morning
- Round around about a wood
- Say gentle nymphs that tread
- Since my tears and lamenting
- Sport we my lovely treasure
- Why sit I here, alas, complaining

#### Canzonets à 2 voix
- Recueil, publié en 1595, contenant les pièces suivantes :
- Fire and lightning from heaven
- Flora, wilt thou torment me?
- Go ye, my canzonets
- I go before, my darling
- I should for grief and anguish
- In nets of golden wires
- Leave now, mine eyes
- Lo, here another love
- Miraculous love’s wounding
- O thou that art so cruel
- Sweet nymph, come to thy lover
- When lo, by break of morning

#### First Book of Ballets
- Recueil, publié en 1595, contenant les pièces suivantes :
- About the maypole
- Dainty fine sweet nymph
- Fyer, fyer
- I love, alas, I love thee
- I saw my lovely Phillis
- Lady, those cherries plenty
- Leave, alas, this tormenting
- Lo, she flies
- My bonny lass she smileth
- My lovely wanton jewel
- No, no, no, no, Nigella
- Now is the month of maying
- Shoot false love, I care not
- Sing we and chant it
- Singing alone
- Those dainty daffadillies
- Thus saith my Galatea
- What saith my dainty darling?
- Why weeps, alas, my lady?
- You that wont to my pipe's sound

- Pièce à 7 voix ajoutée à l'édition augmentée de 1600 :
- Phillis, I fain would die now

#### Canzonets ou Litle Short Aers pour 5 ou 6 voix
- Recueil, publié en 1597, contenant les pièces suivantes :
- Adieu, adieu you kind and cruel
- Ay me, the fatal arrow
- Cruel, wilt thou persever
- Damon and Phillis
- False love did me inveigle
- Fly love that art so sprightly
- Good Love, then fly thou to her
- Hark, alleluia
- I follow, lo, the footing
- Lady you think you spite me
- Ladies, you see time flieth
- Lo where with flowery head
- Love’s folk in green arraying
- Love took his bow and arrow
- My nymph, the dear
- O grief, e'en on the bud
- Our Bonny-boots could toot it
- Said I that Amarillis
- Sovereign of My Delight
- Stay heart, run not so fast
- You black bright stars

- Pièces ajoutées aux éditions modernes de ce recueil :
- My heart, why hast thou taken
- Still it frieth

#### First Book of Ayres
- Recueil, publié en 1600, comprenant les pièces suivantes :
- A Painted Tale
- Absence, hear thou my protestation
- Can I forget what Reason's force
- Come, Sorrow come
- Fair in a morn
- I saw my lady weeping
- It was a lover and his lass, écrite pour la pièce Comme il vous plaira (As You Like It) sur des paroles de William Shakespeare
- Love winged my hopes
- Mistress mine, well may you fare
- She straight her light green silken coats
- Sleep, slumb'ring eyes
- Thirsis and Milla
- What if my mistress now
- What lack ye, sir [perdu]
- White as lilies was her face
- Who is it that this dark night
- Will you buy a fine dog?
- With my love my life was nestled

#### The Triumphs of Oriana
- Recueil collectif, paru en 1601, contenant deux pièces de Morley :
- Arise, awake
- Hard by a Crystal Fountain

#### Chansons pourLa Nuit des rois(Twelfth Night) de Shakespeare
- O mistress mine
- Come away Death

### Musique instrumentale

#### Musique pour clavier
- Fantasia pour clavier, Fitzwilliam Virginal Book CXXIV
- Fancie
- Galliard, en sol
- Galliard to the Sacred End
- Go from my window, variations pour clavier
- Lachrymal Pavane, d'après Dowland
- Pavan
- Pavin and Galliard, en do
- Passymeasures Pavan
- The Sacred End Pavan, écrit en collaboration avec John Baxter

#### Consorts de violes
- Responce Pavin
- Fantasie: Il Doloroso
- Fantasie: Il Grillo
- Fantasie: Il Lamento
- Fantasie: La Caccia
- Fantasie: La Sampogna
- Fantasie: La Sirena
- Fantasie: La Tortorella
- La Volto
- La Corento
- Joyne Hands, pour violes et accompagnement

#### Musique pour luth
- Fantasie: La Rondinella
- Sacred End Pavan, transcription pour luth par le compositeur de sa pièce originale pour clavier

## Enregistrements
- It was a lover and his lass